# فيل بيكر
فيل بيكر (بالإنجليزية: Phil Baker)‏ هو موسيقي وكاتب أغاني ومقدم برامج إذاعية وممثل أمريكي، ولد في 24 أغسطس 1896 بفيلادلفيا في الولايات المتحدة، وتوفي في 30 نوفمبر 1963 في الدنمارك.

## وصلات خارجية
- فيل بيكر على موقع IMDb (الإنجليزية)
- فيل بيكر على موقع ميوزك برينز (الإنجليزية)
- فيل بيكر على موقع قاعدة بيانات برودواي على الإنترنت (الإنجليزية)
- فيل بيكر على موقع إن إن دي بي (الإنجليزية)
- فيل بيكر على موقع قاعدة بيانات الفيلم (الإنجليزية)